# Propebela alaskensis
Propebela alaskensis é uma espécie de gastrópode do gênero Propebela, pertencente a família Mangeliidae.